# Château des comtes de Conflent-Cerdagne
Le château des comtes de Conflent-Cerdagne est un château du XIe siècle situé à Corneilla-de-Conflent, dans le département français des Pyrénées-Orientales.

## Description
Aujourd'hui divisé en plusieurs parties, l'ensemble comprend encore ce qui fut le château, des éléments de l'enceinte, une tour ronde et la chapelle romane du château dédiée à Saint Martin.

## Historique
Résidence des comtes de Conflent et de Cerdagne au XIe siècle, le château comtal est cité dès l'an 1047 (palatium Corneliani). Il s'y tint alors un plaid durant lequel le comte Raymond de Cerdagne devait juger les mauvaises actions de son vicomte Bernard.
Le château est dès le début entouré d'une enceinte fortifiée le séparant de l'église, mais la tour ronde a sans doute été rajoutée au XIIe siècle.
En 1216, Nuno Sanche de Roussillon, seigneur de Cerdagne, ordonne des travaux de restauration de la chapelle du château. Le 6 septembre 1351, alors que le château est déjà en état de délabrement, le roi d'Aragon Pierre IV en fait don au prieuré de Corneilla pour, justement, y installer un nouveau prieuré.
Propriété privée, la tour ronde du château des comtes de Conflent-Cerdagne fait l’objet d’une inscription au titre des monuments historiques depuis le  8 mai 1973.